# Deon Moore
Deon Moore (Croydon, 14 maggio 1999) è un calciatore guyanese con cittadinanza britannica, attaccante del Maidstone Utd della nazionale guyanese.

## Carriera

### Club
Ha giocato nella terza divisione inglese con Peterborough Utd e Bristol Rovers, oltre che con vari club semiprofessionistici inglesi delle serie minori (prevalentemente in sesta e settima divisione).

### Nazionale
Nel 2023 ha esordito nella nazionale guyanese.